# Şərədil
Şərədil è un comune dell'Azerbaigian situato nel distretto di Şamaxı. Conta una popolazione di 581 abitanti.